# Linxament digital
El linxament digital és una forma particular de ciberassetjament. És el resultat de tota mena d'atacs, insults i assetjament publicats a les xarxes socials en contra d'una persona o la seva opinió, que és agreujat encara quant aquest es fa viral. El linxament digital és gairebé normalitzat, malgrat tot els efectes negatius que pot tenir en una persona. S'hi pot veure un retorn, en forma tecnològica, a les velles pràctiques de les èpoques fosques, quan un col·lectiu, com una gossada excitada podia decidir de persecutir fins a linxar una persona o una seva opinió, de la qual no volien, només per l'opinió col·lectiva d'un grup avalotat, que en fa una veritat dogmàtica i que s'atorga el dret d'abatre una persona que simplement no els agrada.
És la majoria que decideix de fer callar un individu que no s'adapta a la norma o l'opinió d'un grup, només per ser diferent o per una rumor falsa. La persona està condemnada i perseguida, sense cap mena de defensa, per un avalot excitat que pensa detenir la veritat. El motiu del linxament pot ser qualsevol diferència: estil de vida, preferència sexuals o religiosa, estil vestimentari, actitud, origen, gènere, llengua o accent…
El linxament digital és facilitat per l'anonimitat que les xarxes socials ofereixen. Per tant, l'atacant anònim té la sensació que les conseqüències per a ell seran molt menys greus «no és més que una mena de jurat col·lectiu, ple de sarcasme i sense una gota de benevolència». A més aprofita que l'internet permet avolotar masses «virals» molt més nombroses que els linxaments «físics» als pobles d'antany. Com van provar les experiències de Stanley Milgram (1933-1984), quan més distància de la persona, quan més augmenta el grau de crueltat. Ben bé que en tenen un monopoli, és una pràctica freqüent en mitjans d'extrema dreta.
La periodista Carmen Jané es posa la qüestió si ja no s'ha travessat la línia vermella de l'humor i el sarcasme i que les xarxes socials s'han convertit en una plaça major medieval, on la gentada anava a veure algú clava al costell, on era permès burlar-se de tothom, amb aquesta diferència, que l'exposició al costell seguia un judici, quan sumari que fos. La revista Time va premiar l'any 2006 els internautes com a «personatge de l'any» i deu anys més tard es preguntava a la seva portada si «perdem Internet per la cultura de l'odi». Com diu Josep Burgaya i Riera, l'internet i l'emblemàtic ha esdevingut un «lloc de linxaments, reforçament del propi criteri i la demagògia desmesurada».

## Problemes
El «linxador» pot arribar a la conclusió que el que fa és perfectament lícit i justificat, tot i que queda una forma de justícia i de castig, sense cap mena de procés ni respecte dels drets de la defensa. S'hi ha d'afegir el perill de la distorsió de la informació, situació en la qual no es fat la diferència entre fets i rumors, o en el cas dels fets, la condemna es fa sense respectar els drets de la persona. A les plataformes socials els rumors s'inflen i els extrems s'exacerben de manera descontrolada, «en concordança del sistema col·lectiu actual de coneixement».
Així doncs, el principi de la propaganada nazi «Si dius una gran mentida i la repeteixes prou sovint, la gent s'ho creurà.» queda d'actualitat. Això és sens dubte aplicable al regne dels mitjans socials, on rumors sense fonaments, dades poc verídiques, la interpretació selectiva de la història, ideals personals, idees poc desenvolupades, un sensacionalisme exagerat, i la valoració general són una cosa usual que es difon normalment amb rapidesa i pot limitar i alterar la visió de la gent sense que tan sols ells se n'adonin. El principi del bon periodisme, que s'ha de verificar les fonts d'una notícia i testar llur fiabilitat, no és gaire respectat a la xarxa.
Això comporta alhora el problema del control, de la censura i de l'autocensura. L'internet dona o donava una veu a persones o opinions que no trobaven cap canal de comunicació als mitjans impresos o audiovisuals. Les crides a més control o censura no són compatibles amb la llibertat d'opinió. No és clar i és difícil traçar una línia neta entre el dret a la integritat de la persona, el dret a la crítica basada en fets, la prohibició de calumniar o d'insultar. Quan aquest control es fa per algorismes obscures de les xarxes socials no es coneix els criteris de «censura» de les grans companyies tecnològiques. Aquest problema ja va donar-se amb Youtube, quan per tal de controlar contingut i comentaris que eren considerats no aptes dins la plataforma social, es va passar a no monetitzar vídeos dirigits a un públic adult, cosa molt injusta que va portar a molts Youtubers a fer vídeos en contra d'aquesta nova política. En el mateix context es va discutir si Twitter oder Facebook tenien el dret de fer callar Donald Trump. Instagram, també va caure en la polèmica si totes les imatges que elimina són veritablement tan poc adequades. Hi ha un consens en les societats obertes que les persones privades tenen dret a més protecció que persones públiques i que polítics, monarques, estrelles de cinema o d'esport.

## Uns casos destacats
Els linxaments digitals poden afectar qualsevol persona, però, pel seu caràcter viral, solen estar relacionats amb figures públiques, ja que és més fàcil que les seves opinions arribin a orelles de tothom i, si són famososes, la gent no té molts cops tanta consciència que es tracta d'éssers humans iguals que qualsevol altre i no tenen cap mena de filtre a l'hora de criticar el seu treball o enderrocar la seva opinió. Hi ha el cas dels fills del president Torra, que al seu twitter van ser víctimes d'un atac virulent per grups espanyolistes. Altres casos famosos són el d'en Dani Rovira, que, després de presentar els premis Goya va rebre també un gran nombre d'atacs a través de Twitter principalment, per la «politització amb la qual va abordar (la gala)» i el de Cristina Pedroche, una actriu i presentadora espanyola que també ha patit crítiques dirigides cap al seu físic. Més greu va ser el cas del polític conservador alemany Walter Lübcke (1953-2019) que preconitzava un acull cristià dels refugiats. Després de setmanes de linxament digital per l'extrema dreta, va ser assassinat per un neonazi que es va trobar motivat per el que llegia a la xarxa.
Tot i això, més enllà de conseqüències com ara denúncies quan es tracta més aviat de ciberassetjament produït per un sol usuari (com per exemple, Eva Hache i les amenaces de mort que va rebre), encara més perillós és que la persona pugui arribar a sentir-se tan pressionada que acabi, en el pitjor dels casos, suïcidant-se. Aquest va ser el cas del suïcidi de l'actriu de pornografia August Ames, després del devessall de crítiques que va rebre per aparentment negar-se a gravar amb un actor homosexual.

## Linxament digital en la ficció
El fenomen del linxament apareix com tema en la sèrie de Netflix Black Mirror a l'episodi «Hated in the Nation», que explica els resultats de l'assetjament viralitzat a través d'un hashtag (#deathto). Aquesta ficció presenta una realitat no gaire llunyana dela realitat, on la frivolitat i facilitat d'escriure un hashtag en contra d'algú esdevé un assassinat. Explica que qualsevol persona que pensa que el que diu en línia no tindrà cap mena de repercussió en la vida real, pot ser víctima d'una gossada.
Un altre episodi de Black Mirror que podríem considerar relacionat amb la temàtica del linxament públic i digital és «Nosedive", on una societat regida pel nivell de popularitat que cadascú té gràcies a les seves xarxes socials acaba portant la protagonista fins a la pobresa, i quan les seves aparences s'ensorren i és capaç de mostrar la seva opinió i personalitat tal com són, pateix com a conseqüència un linxament digital —i gairebé real— per part del que podríem considerar un grup col·lectiu. Resulta molt fàcil empatitzar amb la protagonista avui dia, ja que «el sentiment (que ella sent) hauria de ser familiar per a tothom que algun cop ha censurat la seva imatge a les xarxes socials per por de sentir-se massa exposat» i «per a tothom que ha estat en un entorn en línia on se'l pot votar i valorar.»